# 答失蛮 (克烈氏)
答失蛮（1248年—1304年8月26日），克烈氏，元朝大臣，孛鲁欢第三子。
答失蛮开始事奉忽必烈于潜邸，充宿卫。忽必烈即位后，答失蛮独掌第一怯薛，兼监斡脱总管府，又兼户部尚书、内八府宰相，执掌财政及诸种祭祀。至元十八年（1281年），升斡脱总管府为泉府司，他掌管泉府司事。先后跟随忽必烈及皇孙铁穆耳征讨乃颜、哈丹秃鲁干。至元二十五年（1288年），充宣政院使，掌全国佛教及吐蕃地区事务。次年，跟随忽必烈征讨海都，至杭海岭（今杭爱山）。元成宗元贞元年（1295年），加平章军国重事，奉命征讨海都部下亦怜真。大德三年（1299年），兼翰林学士承旨，仍领泉府司事。大德八年（1304年)，去世。元武宗至大年间，追封高昌王，谥忠惠。